# Svinsjön (Vårdinge socken, Södermanland)
Svinsjön är en sjö i Södertälje kommun i Södermanland och ingår i Trosaåns huvudavrinningsområde. Sjön är 3,9 meter djup, har en yta på 0,03 kvadratkilometer och befinner sig 53 meter över havet.